# Gerhard Hanke (Landrat)
Gerhard Hanke (* 27. Juli 1904 in Kempen, Kreis Kempen in Posen als Gerhard Dietrich Hancke; † nach 1945) war ein deutscher Verwaltungsbeamter und Landrat.

## Leben und Wirken
Nach Schulbesuch, Studium und Promotion zum Thema Der Ruhelohn (Ruhegehalt, Pension) im Arbeitsrecht schlug Hanke eine Verwaltungslaufbahn im öffentlichen Dienst ein. Am 8. Februar 1930 wurde er zum Assessor und am 1. Juni 1935 zum Regierungsrat ernannt. Er war u. a. in der Bau- und Finanzdirektion in Berlin tätig.
Im Oktober 1938 nach der Besetzung der deutsch besiedelten Grenzgebiete der Tschechoslowakei durch das Deutsche Reich im Zuge des Münchner Abkommens und der Bildung des Reichsgaus Sudetenland wurde Hanke zunächst kommissarisch bei der Bezirkshauptmannschaft Troppau als späterer Landrat des neugebildeten Landkreises Troppau eingesetzt. Im April 1939 wurde ihm definitiv diese Funktion in Troppau übertragen. Nach dem Ausbruch des Zweiten Weltkrieges und der zunehmenden Personalknappheit durch Einberufungen zum Wehrdienst wurden die Fachkenntnisse Hankes in der Reichsregierung beim Reichswirtschaftsministerium benötigt und er wurde dort zum Oberkriegsverwaltungsrat ernannt. Seine Funktion als Landrat in Troppau musste daher spätestens ab 1943 der Oberregierungsrat Josef Czech von der Regierung in Troppau vertretungsweise übernehmen.
Nach Ende des Zweiten Weltkrieges äußerte sich Hanke kritisch zur Zusammenarbeit mit den früheren Vertretern der Sudetendeutschen Partei im Reichsgau Sudetenland, die mit Spannungen verbunden waren, je mehr sogenannte Reichsdeutsche im Sudetenland eingesetzt worden sind.

## Weblink
- Landkreis Troppau Verwaltungsgeschichte und die Amtshauptleute und Landräte auf der Website territorial.de (Rolf Jehke, Herdecke)